# Bizâncio (oficial de Nicéforo I)
Bizâncio (em grego medieval: Βυζάντιος; romaniz.: Byzantios) foi um oficial bizantino do século IX, ativo durante o reinado do imperador Nicéforo I, o Logóteta (r. 802–811).

## Vida

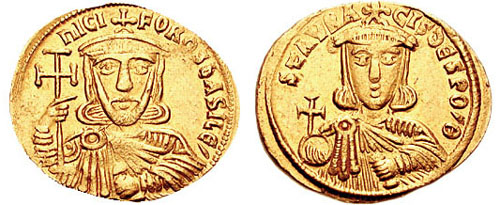
Soldo de r. e Estaurácio r.

É provável que esse não seja seu nome, mas a denominação de origem. Se sabe pelas fontes que era um confidente do imperador (ἐπιστήθιος οἰκέτης). Segundo Teófanes, o Confessor, levou 100 libras de ouro e as vestes imperiais a Nicéforo no início do verão de 811 (entre maio e 20 de junho) no início da campanha da Bulgária. Assim que chegou a fronteira búlgara em Marcela, trombou com o cã Crum (r. 803–814). Esse e outros eventos ocorridos durante a campanha foram tratados como presságios à catástrofe que viria.